# Mazama-Gletscher (Mount Baker)
Der Mazama-Gletscher (engl. Mazama Glacier) liegt am Mount Baker in den North Cascades des US-Bundesstaates Washington. Zwischen 1850 und 1950 ging der Mazama-Gletscher um 7.700 ft (ca. 2.300 m) zurück. Während einer von kälterem Wetter geprägten Phase von 1950 bis 1979 erreichte er einen Zuwachs von 1.476 ft (450 m), doch zwischen 1980 und 2006 ging er erneut um 1.509 ft (460 m) zurück. An den Nordhängen des Mount Baker gelegen, grenzt der Mazama-Gletscher an den Park-Gletscher im Süden und an den Rainbow-Gletscher im Osten.